# Пентешкин, Вадим Иванович
Вади́м Ива́нович Пенте́шкин (род. 26 июня 1941) — советский волейболист, игрок сборной СССР (1967). Чемпион Европы 1967. Нападающий. Мастер спорта международного класса (1967).
Выступал за команду «Буревестник»/МВТУ (Москва). Обладатель Кубка СССР 1972. В составе сборной Москвы в 1967 году стал серебряным призёром Спартакиады народов СССР и чемпионата СССР.
В составе сборной СССР в 1967 году стал чемпионом Европы.